# Kỳ thi trung học phổ thông quốc gia
Kỳ thi trung học phổ thông quốc gia (viết tắt là THPTQG) là một sự kiện cũ của ngành giáo dục Việt Nam, được bắt đầu tổ chức vào năm 2015 và tổ chức lần cuối cùng vào năm 2019. Gộp lại từ hai kỳ thi là Kỳ thi tốt nghiệp trung học phổ thông và Kỳ thi tuyển sinh đại học và cao đẳng, kỳ thi này xét cho thí sinh hai nguyện vọng: tốt nghiệp trung học phổ thông và tuyển sinh đại học, cao đẳng, nhằm giảm bớt tình trạng luyện thi, học tủ, học lệch và giảm bớt chi phí.
Để tham dự kỳ thi này, thí sinh phải thi ít nhất 4 bài thi gồm 3 bài thi độc lập bắt buộc là Toán, Ngữ văn, Ngoại ngữ đối với học sinh THPT, 2 bài thi độc lập bắt buộc là Toán, Ngữ văn đối với học sinh GDTX và một bài thi tổ hợp: Khoa học tự nhiên (Vật lý, Hóa học, Sinh học) và Khoa học xã hội (Lịch sử, Địa lý, Giáo dục công dân). Hình thức thi và lịch thi theo hướng dẫn hằng năm của Bộ Giáo dục Việt Nam. Ngày 26 tháng 2 năm 2015, Bộ Giáo dục và Đào tạo Việt Nam đã ban hành quy chế thi của kỳ thi này. Quy chế thi đã được sửa đổi cho phù hợp với thực tiễn từng năm.
Kể từ năm 2020, do những tác động từ đại dịch COVID-19 đến việc dạy và học ở các nhà trường, đồng thời xuất hiện những kỳ thi tuyển sinh mới do các đại học, trường đại học tổ chức riêng như Đánh giá năng lực hay Đánh giá tư duy, kỳ thi THPT quốc gia ngừng tổ chức, thay thế là Kỳ thi tốt nghiệp THPT được tổ chức trở lại với cách thức tổ chức gần giống với kỳ thi THPT quốc gia và mang mục đích chính là xét tốt nghiệp THPT. Các trường đại học vẫn có thể sử dụng kết quả thi tốt nghiệp làm căn cứ tuyển sinh đại học.

## Lịch sử

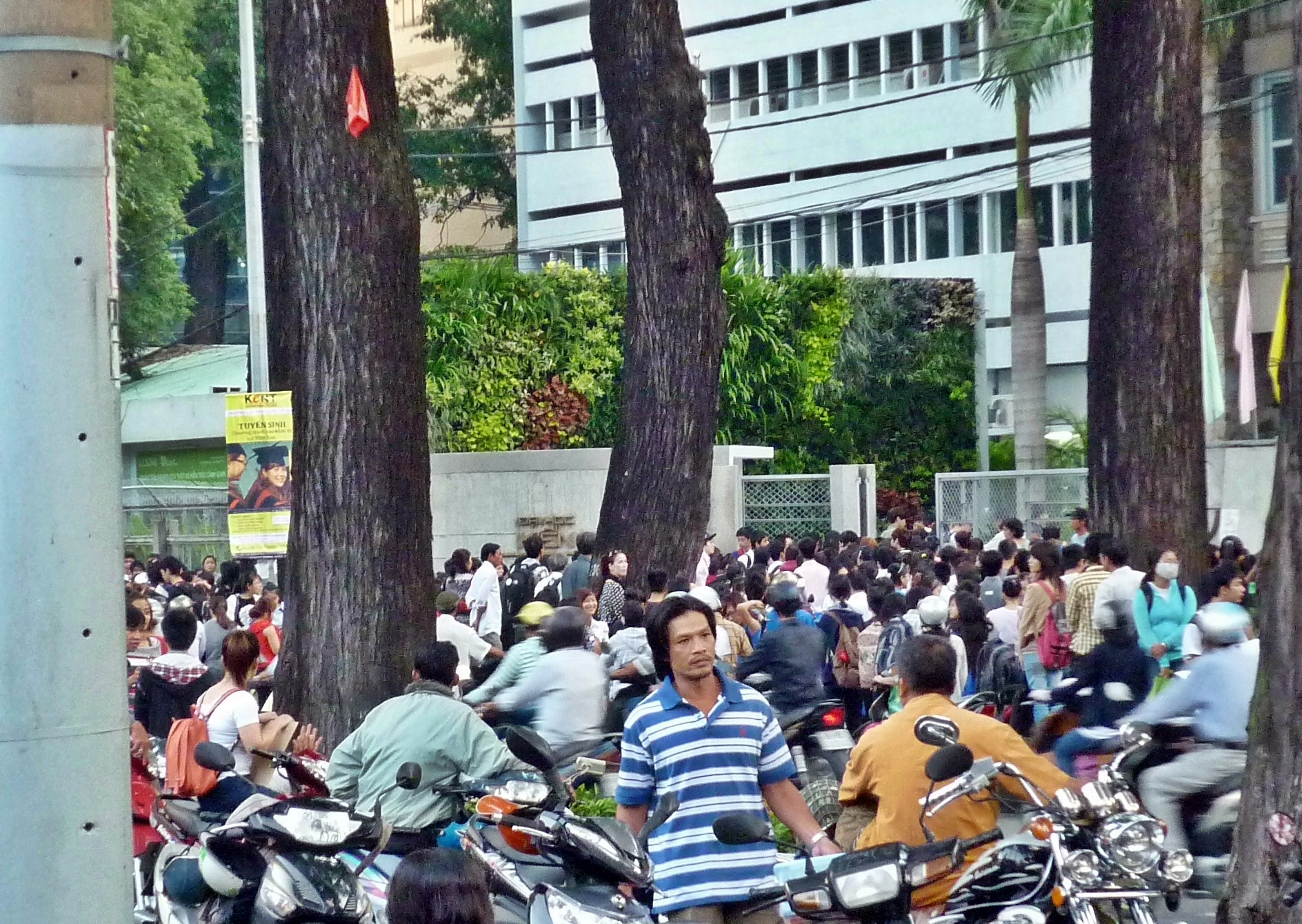
Phụ huynh chờ con tại kỳ thi tuyển vào Đại học Kiến trúc Thành phố Hồ Chí Minh năm 2012, ba năm trước khi hai kỳ thi Tốt nghiệp THPT và tuyển sinh đại học hợp nhất

Ở Việt Nam, năm 2014 về trước (trước khi hai kỳ thi tốt nghiệp phổ thông và tuyển sinh đại học gộp làm một), thì tình trạng luyện thi đại học, học tủ, học lệch vẫn là một vấn đề nhức nhối và rất được sự quan tâm của dư luận. Nguyên Phó thủ tướng, Bộ trưởng Bộ Giáo dục và Đào tạo Việt Nam, Nguyễn Thiện Nhân lúc còn tại vị cũng phải nói lên rằng "Còn thi đại học, còn lò luyện thi".
Ý định tổ chức một kỳ thi quốc gia chung tại Việt Nam đã từng được ấp ủ và lấy ý kiến từ năm 2009 và có thể tổ chức lần đầu vào năm 2010, nhưng do chưa chuẩn bị đầy đủ nên các nhà làm giáo dục Việt Nam đành phải hoãn lại, mặc dù 90% các nước trên thế giới đã tổ chức kỳ thi "2 trong 1" này.
Tuy nhiên, mầm mống cho việc tổ chức một kỳ thi quốc gia chung tại Việt Nam lại được nhắc đến từ năm 2014, khi Bộ Giáo dục và Đào tạo cho phép thí sinh thi tốt nghiệp với 4 môn, trong đó Toán và Ngữ văn là 2 môn bắt buộc. Tháng 8 năm 2014, khi tổ chức xong kỳ thi đại học, Bộ Giáo dục và Đào tạo Việt Nam đã tổ chức lấy ý kiến dư luận về kỳ thi này. Sau khi được đông đảo nhân dân và dư luận ủng hộ, ngày 9 tháng 9 năm 2014, Bộ Giáo dục và Đào tạo Việt Nam chính thức chốt phương án thi quốc gia kể từ năm 2015 và năm đầu tổ chức là từ ngày 1 tháng 7 đến 4 tháng 7 năm 2015. Quy chế của kỳ thi này được công bố ngày 26 tháng 2 năm 2015.
Từ năm 2020, do những tác động từ đại dịch COVID-19 đến việc dạy và học ở các trường, đồng thời xuất hiện những kỳ thi tuyển sinh mới do các đại học, trường đại học tổ chức riêng như Đánh giá năng lực hay Đánh giá tư duy, kỳ thi THPT quốc gia trở lại là kỳ thi tốt nghiệp THPT với cách thức tổ chức tương tự kỳ thi THPT quốc gia nhưng với mục đích chính là xét tốt nghiệp THPT. Các trường đại học vẫn có thể sử dụng kết quả thi tốt nghiệp làm căn cứ tuyển sinh đại học.

## Tổ chức

### Đơn vị tổ chức thi cho thí sinh
Là các trường Đại học, Cao đẳng, các Học viện, Cục nhà trường thuộc Bộ Quốc phòng Việt Nam và các sở Giáo dục và Đào tạo.
Với các thí sinh có nhu cầu vừa xét tốt nghiệp, xét tuyển sinh Đại học, Cao đẳng, hoặc chỉ có nhu cầu tuyển sinh vào các trường này, thí sinh phải thi ở cụm thi do các trường đại học chủ trì. Cụm thi này phải có ít nhất thí sinh từ hai tỉnh trở lên và phải đảm bảo điều kiện ăn ở, đi lại của thí sinh. Với các thí sinh chỉ có nhu cầu xét tốt nghiệp thì các em chỉ cần thi ở các cụm do Sở Giáo dục và Đào tạo chủ trì. Cục Nhà trường có quyền hạn như một Sở Giáo dục và Đào tạo. Năm 2016, mỗi tỉnh thành tổ chức một cụm thi đại học và một cụm thi tốt nghiệp. Từ năm 2017, mỗi tỉnh thành chỉ còn một cụm thi duy nhất do Sở GD&ĐT tỉnh/thành đó chủ trì có sự phối hợp của các trường đại học. Điều này tránh được việc thí sinh phải qua tỉnh khác tham gia kỳ thi.

### Đối tượng được tham dự kỳ thi và trách nhiệm
Là các thí sinh học hết chương trình Trung học phổ thông hoặc các chương trình tương đương với cấp Trung học phổ thông của Việt Nam; những người chưa có bằng tú tài hoặc những ai đã tốt nghiệp THPT có nguyện vọng tuyển sinh Đại học, Cao đẳng.
Các thí sinh chỉ được mang vào phòng thi bút viết, bút chì, compa, tẩy, thước kẻ, thước tính, máy tính bỏ túi không có chức năng soạn thảo văn bản và không có thẻ nhớ; Atlat Địa lý Việt Nam đối với môn thi Địa lý (do Nhà xuất bản Giáo dục Việt Nam ấn hành, không được đánh dấu hoặc viết thêm bất cứ nội dung gì); các loại máy ghi âm và ghi hình chỉ có chức năng ghi thông tin mà không truyền được thông tin và không nhận được tín hiệu âm thanh, hình ảnh trực tiếp nếu không có thiết bị hỗ trợ khác. Đặc biệt là càng không được mang tài liệu hay điện thoại di động vào phòng thi vì cách ra đề của kỳ thi này đã đổi mới nên dù có mang vào cũng không sử dụng được và nếu bị phát hiện sẽ bị đình chỉ thi.

### Điểm thi và cách thức xét tốt nghiệp
Điểm xét tốt nghiệp Trung học phổ thông là 5 điểm trở lên. Nó được tính với tổng điểm 4 môn thi, điểm trung bình cả năm lớp 12, điểm khuyến khích và điểm ưu tiên (nếu có) qua công thức: lấy tổng điểm của 4 bài thi cộng điểm khuyến khích tất cả chia 4 rồi nhân 7, rồi cộng với điểm trung bình cả năm lớp 12 nhân 3; sau đó lấy tổng trên chia 10 và cộng với điểm ưu tiên (nếu có). Điểm xét tốt nghiệp được lấy đến 2 chữ số thập phân, do phần mềm máy tính tự động thực hiện.
Bộ Giáo dục và Đào tạo độc quyền công bố điểm thi. Mỗi thí sinh được cấp 4 Giấy chứng nhận kết quả thi, bao gồm một giấy chứng nhận cho nguyện vọng 1 và ba giấy chứng nhận cho các nguyện vọng còn lại. Từ năm 2016, mỗi thí sinh chỉ được cấp một giấy chứng nhận kết quả thi với mã số xác định.

## Lịch thi
Từ năm 2017 đến năm 2019, kỳ thi được tổ chức trong 4 ngày, thời gian tổ chức thi thường vào cuối tháng 6 hoặc đầu tháng 7.
| Ngày | Buổi  | Bài thi                                                   | Bài thi                                                   | Thời gian làm bài                                         | Giờ phát đề | Giờ bắt đầu làm bài |
| ---- | ----- | --------------------------------------------------------- | --------------------------------------------------------- | --------------------------------------------------------- | ----------- | ------------------- |
| 1    | Sáng  | Họp cán bộ làm công tác coi thi tại điểm thi.             | Họp cán bộ làm công tác coi thi tại điểm thi.             | Họp cán bộ làm công tác coi thi tại điểm thi.             | 08:00       | 08:00               |
| 1    | Chiều | Thí sinh làm thủ tục dự thi và nghe phổ biến quy chế thi. | Thí sinh làm thủ tục dự thi và nghe phổ biến quy chế thi. | Thí sinh làm thủ tục dự thi và nghe phổ biến quy chế thi. | 14:00       | 14:00               |
| 2    | Sáng  | Ngữ văn                                                   | Ngữ văn                                                   | 120 phút                                                  | 07:30       | 07:35               |
| 2    | Chiều | Toán                                                      | Toán                                                      | 90 phút                                                   | 14:20       | 14:30               |
| 3    | Sáng  | Khoa học tự nhiên                                         | Vật lý                                                    | 50 phút                                                   | 07:30       | 07:35               |
| 3    | Sáng  | Khoa học tự nhiên                                         | Hóa học                                                   | 50 phút                                                   | 08:30       | 08:35               |
| 3    | Sáng  | Khoa học tự nhiên                                         | Sinh học                                                  | 50 phút                                                   | 09:30       | 09:35               |
| 3    | Chiều | Ngoại ngữ                                                 | Ngoại ngữ                                                 | 60 phút                                                   | 14:20       | 14:30               |
| 4    | Sáng  | Khoa học xã hội                                           | Lịch sử                                                   | 50 phút                                                   | 07:30       | 07:35               |
| 4    | Sáng  | Khoa học xã hội                                           | Địa lý                                                    | 50 phút                                                   | 08:30       | 08:35               |
| 4    | Sáng  | Khoa học xã hội                                           | Giáo dục công dân                                         | 50 phút                                                   | 09:30       | 09:35               |
| 4    | Chiều | Dự phòng                                                  | Dự phòng                                                  | Dự phòng                                                  | Dự phòng    | Dự phòng            |

## Hình thức

### Đề thi
Thông thường, mỗi môn thi có đề thi chính thức và đề thi dự bị được sử dụng khi có sự cố; kèm theo hướng dẫn chấm, thang điểm, đáp án và được quản lý với độ bảo mật cao.
Đề thi phải đảm bảo phân loại trình độ của thí sinh, vừa đảm bảo đủ để thí sinh dễ tốt nghiệp trung học phổ thông vừa chọn được các em khá, giỏi vào đại học, cao đẳng. Thông thường, đề có 50% mức độ nhận biết, thông hiểu và 50% mức độ vận dụng và vận dụng cao.

### Hình thức thi, cách làm bài và tổng quan đề thi
Thông thường, các môn Toán, Ngữ văn, Lịch sử và Địa lý thi theo hình thức tự luận, các môn Vật lý, Hóa học, Sinh học thi theo hình thức trắc nghiệm. Với môn Ngoại ngữ, có năm chỉ làm trắc nghiệm, có năm thêm phần tự luận (viết). Với phần tự luận, thí sinh phải làm bài vào tờ giấy thi và trắc nghiệm làm vào phiếu trả lời trắc nghiệm. Tùy từng năm mà hình thức thi có thể thay đổi.
Trong 2 năm đầu (chưa thi theo bài tổ hợp), thông thường môn lý là môn có số lượng đăng kí dự thi đông nhất bởi chỉ cần thi thêm môn này, thí sinh đã có thể xét tuyển vào các khối D, A1. Hơn nữa, môn này thường là môn thi trắc nghiệm nên có thể ăn may khi gặp câu hỏi khó và dễ lấy điểm cao. Môn Sử có tình trạng ngược lại khi rất ít thí sinh chọn thi. Có những trường "trắng" học sinh thi sử. Điều này đã chứng minh cho cách dạy và học sử của các trường tại Việt Nam trong nhiều năm: Ép buộc học sinh học thuộc quá nhiều, nhớ chi tiết từng con số, sự kiện. Đó là cách chọn môn thi của hàng nghìn thí sinh miền xuôi, ở thành phố. Tuy nhiên, ở vùng núi và hải đảo có rất nhiều vùng có tỉ lệ thí sinh chọn sử rất cao còn vật lý thì ngược lại. Các môn Sinh học, Địa lý và Hóa học có thí sinh lựa chọn tương đối đồng đều. Ông Vũ Minh Quang cho rằng việc học sinh ít chọn môn Sử là thuộc trách nhiệm của người dạy.
Từ năm 2017, các bài thi Toán, Khoa học tự nhiên (Vật lý, Hóa học, Sinh học), Khoa học xã hội (Lịch sử, Địa lý, Giáo dục công dân), Ngoại ngữ thi theo hình thức trắc nghiệm, môn Ngữ văn thi theo hình thức tự luận. Với cách chọn này, bài thi KHXH cùng môn Sử, Địa, GDCD đã lên ngôi, vượt các môn KHTN bởi chuyển sang thi theo hình thức trắc nghiệm.
| Bài thi           | Môn thi thành phần | Hình thức   | Thời gian làm bài | Số câu hỏi | Mức điểm |
| ----------------- | ------------------ | ----------- | ----------------- | ---------- | -------- |
| Ngữ văn           | —                  | Tự luận     | 120 phút          | 6          | 3+2+5    |
| Toán              | —                  | Trắc nghiệm | 90 phút           | 50         | 0,2      |
| Khoa học tự nhiên | Vật lý             | Trắc nghiệm | 50 phút           | 120        | 0,25     |
| Khoa học tự nhiên | Hóa học            | Trắc nghiệm | 50 phút           | 120        | 0,25     |
| Khoa học tự nhiên | Sinh học           | Trắc nghiệm | 50 phút           | 120        | 0,25     |
| Khoa học xã hội   | Lịch sử            | Trắc nghiệm | 50 phút           | 120        | 0,25     |
| Khoa học xã hội   | Địa lý             | Trắc nghiệm | 50 phút           | 120        | 0,25     |
| Khoa học xã hội   | Giáo dục công dân  | Trắc nghiệm | 50 phút           | 120        | 0,25     |
| Ngoại ngữ         | —                  | Trắc nghiệm | 60 phút           | 50         | 0,2      |

Bài thi Ngữ văn được chia làm hai phần. Phần Đọc hiểu cho một đoạn ngữ liệu cho sẵn yêu cầu thí sinh phải thực hiện 4 yêu cầu bên dưới, tổng 3 điểm. Phần Làm văn có 2 câu hỏi, một câu 2 điểm yêu cầu thí sinh viết một đoạn văn nghị luận về một vấn đề, thường sẽ có liên quan tới ngữ liệu trước đó, một câu 5 điểm yêu cầu thí sinh nghị luận về một vấn đề văn học.
Bài thi tổ hợp gồm 3 môn thi thành phần. Mỗi môn thi có 40 câu hỏi với 0,25 điểm một câu, thời gian làm bài là 50 phút. Các môn thi thành phần trong bài thi tổ hợp sẽ được làm liên tiếp nhau, mỗi môn cách nhau 15 phút.
Với bài thi Ngoại ngữ, thí sinh có thể lựa chọn thi một trong các môn Tiếng Anh, Tiếng Pháp, Tiếng Đức, Tiếng Nhật, Tiếng Nga, Tiếng Trung Quốc, Tiếng Hàn. Thí sinh không được học môn Ngoại ngữ hoặc học trong điều kiện không đảm bảo chất lượng được Giám đốc sở Giáo dục và Đào tạo xem xét, quyết định cho phép thí sinh chọn môn thi thay thế môn Ngoại ngữ trong số các môn tự chọn.

## Đánh giá

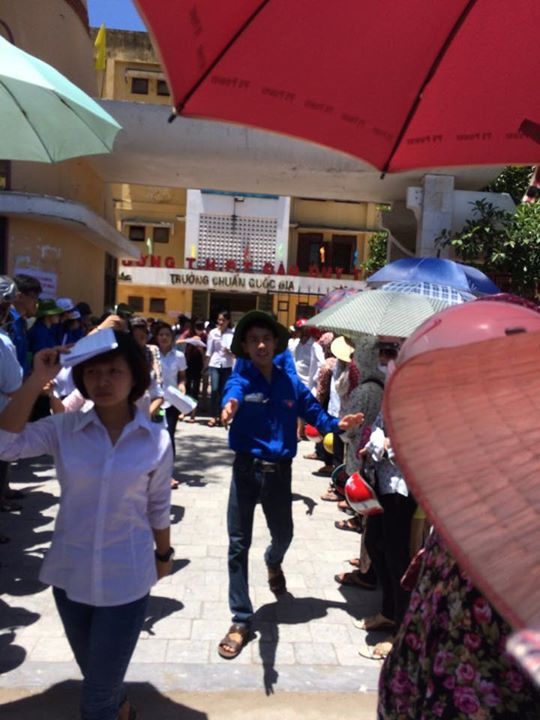
Cảnh ra về sau giờ thi THPT Quốc gia ở Thanh Hóa, năm 2015

Năm 2015 mới là năm đầu tiên tổ chức một kỳ thi quốc gia chung tại Việt Nam nhưng nó đã vấp phải nhiều ý kiến trái chiều từ các nhà làm giáo dục, các chuyên gia Việt Nam và một số giáo sư, tiến sĩ của các nước khác.

### Mặt tích cực
Kỳ thi này đã lồng ghép sự công bằng, khách quan, nghiêm túc của kỳ thi đại học cùng với sự nhẹ nhàng của kỳ thi tốt nghiệp Trung học phổ thông, làm cho cả hệ thống chính trị, các trường đại học và sở giáo dục đào tạo đều cùng vào cuộc tổ chức. Với việc đổi mới cách ra đề, thí sinh có thể tập trung ôn thi các môn chính để tuyển sinh đại học, hơn nữa cũng không phải học thuộc lòng, ghi nhớ máy móc ở các môn Văn, Sử, Địa. Thay vì phải nhiều lần đưa con đi quá xa để dự thi hết các kỳ thi, các bậc phụ huynh chỉ phải đi xa đúng một lần và giảm bớt chi phí xăng xe, đi lại. Hơn nữa cũng phần nào giảm bớt chi phí tổ chức, in ấn và tình trạng luyện thi đại học tràn lan. Đặc biệt, từ năm 2017 hầu hết các môn thi được chuẩn hóa thi theo hình thức trắc nghiệm, giúp kiểm tra được khối lượng kiến thức rộng, tránh học vẹt học tủ.

### Mặt yếu kém
Kỳ thi này vẫn còn những tồn tại cần phải khắc phục. Trong năm 2015, nhiều thí sinh vùng núi dự thi đại học vẫn phải đi lại xa để dự thi do hình thức tổ chức theo cụm chỉ tổ chức các điểm thi ở tỉnh có trường đại học chủ trì cụm thi. Việc này cũng dẫn đến ách tắc giao thông ở các thành phố lớn. Hơn nữa, nếu có thí sinh phải thi cả tám môn thì dễ bị đuối sức, mệt mỏi ở các buổi thi cuối. Rất nhiều trường đại học thêm nhiều tổ hợp mới, làm cho cách xét điểm sàn khó khăn. Tỉ lệ tốt nghiệp năm đầu tiên tổ chức đạt gần 92% nhưng nhiều chuyên gia vẫn khẳng định chưa phản ánh đúng thực chất. Phổ điểm thì không thể hiện rõ số thí sinh bị điểm liệt, và chỉ là "một nửa sự thật"  Việc có nhiều điểm liệt môn Ngoại ngữ đã được dự báo trước bởi thực tế việc học và giảng dạy ngoại ngữ ở bậc phổ thông của Việt Nam rất yếu. Ngoài ra, việc có nhiều điểm liệt đã phản ánh được thực chất thực trạng dạy và học, theo đó vẫn có nhiều học sinh lười học, tư tưởng chủ quan, ỉ lại vào những sự trợ giúp từ xung quanh; với sự phân ban, các em vẫn sẽ chỉ chú trọng những môn học mình thi. Ông Đào Trọng Thi cho rằng việc tổ chức thi tốt nghiệp riêng là không cần thiết khi mà tỉ lệ đậu tốt nghiệp quá cao.
Năm 2017 là năm đầu tiên các môn được tổ chức thi trắc nghiệm, việc xuất hiện hàng nghìn điểm 10 và điểm sàn nhiều trường (lấy kết quả thi THPT quốc gia) lên rất cao (29-30 điểm vẫn trượt đại học) khiến dư luận cho rằng đề thi trắc nghiệm quá dễ, khó phân loại học sinh và lắm rủi ro (khoanh bừa, hoặc tô phiếu TLTN chưa đúng kỹ thuật). Năm 2018, đề thi một số môn được phản ánh là quá khó, nhiều chuyên gia cũng gặp khó khăn khi giải đề, và phổ điểm một số môn thấp đặc biệt là lịch sử và ngoại ngữ. Khâu chấm thi xuất hiện tiêu cực tại một số tỉnh miền núi.

## Danh sách kỳ thi trung học phổ thông quốc gia
| Năm  | Ngày bắt đầu | Ngày kết thúc | Đăng ký   | Dự thi  | Tỉ lệ dự thi | Tỉ lệ tốt nghiệp |
| ---- | ------------ | ------------- | --------- | ------- | ------------ | ---------------- |
| 2015 | 1 tháng 7    | 4 tháng 7     | 1.005.654 | 959.703 | 95,43%       | 91,58%           |
| 2016 | 1 tháng 7    | 4 tháng 7     | 887.396   | 852.469 | 96,06%       | 92,93%           |
| 2017 | 22 tháng 6   | 24 tháng 6    | 866.007   | 853.896 | 98,60%       | 97,42%           |
| 2018 | 25 tháng 6   | 27 tháng 6    | 925.961   | 917.484 | 99,08%       | 97,57%           |
| 2019 | 25 tháng 6   | 27 tháng 6    | 887.173   | 878.142 | 98,98%       | 94,06%           |

## Bê bối

### Gian lận điểm thi năm 2018
Năm 2018, kỳ thi xuất hiện hàng loạt sai phạm trong công tác chấm thi dẫn đến việc nâng điểm cho thí sinh trên quy mô lớn ở nhiều địa phương như Hà Giang, Sơn La và Hòa Bình. Khiến nhiều em học thật không thể vào trường. Tổng số thí sinh bị phát hiện gian lận là 222 thí sinh và đã bắt 16 nghi phạm liên quan đến vụ gian lận.

#### Thay đổi
Sau vụ gian lận thi cử năm 2018, Bộ GD và ĐT đã có những thay đổi quan trọng nhằm tránh lặp lại sai phạm nghiêm trọng này, ngoài thay đổi nội dung thi chủ yếu là nội dung học Lớp 12, đảm bảo năng lực và phù hợp cho học sinh phổ thông thì còn có nhiều thay đổi khác, cụ thể:
- Các trường đại học sẽ chấm thi trắc nghiệm do trường đại học chủ trì dưới sự giám sát của Bộ Giáo dục và Đào tạo. Địa phương chỉ chuẩn bị Cơ sở vật chất và chấm thi tự luận.
- Việc chấm sẽ dùng phần mềm của Bộ và mã hóa bài thi, thực hiện quy trình chặt chẽ chi tiết từ việc giám sát thi, chấm thi, sắp bài thi, lưu dữ liệu bài thi,...
- Toàn bộ khâu coi thi, tổ chức thi, chấm thi, lưu giữ bài thi,... được giám sát chặt chẽ qua Camera và các đơn vị liên quan 24/24. Tất cả được thanh kiểm tra thường xuyên và chặt chẽ.
- Sẽ công bố chi tiết phân tích kết quả thi trước khi công bố kết quả thi chính thức.
- Kết quả xét công nhận tốt nghiệp THPT bao gồm: 70% điểm trung bình các bài thi THPT quốc gia dùng để xét và điểm khuyến khích + 30% điểm trung bình cả năm lớp 12 của thí sinh, cộng với điểm ưu tiên (nếu có).
- Tăng cường tự chủ tuyển sinh các trường đại học, cao đẳng thông qua việc các trường lập đề án, các phương pháp tuyển sinh phù hợp.
- Thí sinh hệ tự do, giáo dục thường xuyên sẽ được thi chung với thí sinh hệ trung học phổ thông, không thi riêng như những năm trước.
- Ngoài ra còn có một số thay đổi khác như: yêu cầu tuyển sinh với các nhóm ngành thuộc lĩnh vực sức khỏe phải có học lực giỏi, tăng cường về trách nhiệm của trường, thay đổi đối với quân nhân, lưu bằng tốt nghiệp,...